# Cophopodisma yunnanea
Cophopodisma yunnanea är en insektsart som beskrevs av Willy Adolf Theodor Ramme 1939. Cophopodisma yunnanea ingår i släktet Cophopodisma och familjen gräshoppor. Inga underarter finns listade i Catalogue of Life.